# San Sebastián, Malinalco
San Sebastián är en ort i kommunen Malinalco i delstaten Mexiko i Mexiko. Samhället hade 1 079 invånare vid folkräkningen år 2020 och var kommunens fjärde största ort sett till befolkningsantal.